# Urazek leśny
Urazek leśny (Glischrochilus hortensis) – gatunek chrząszcza z rodziny łyszczynkowatych i podrodziny Cryptarchinae. Zamieszkuje palearktyczną Eurazję.

## Taksonomia
Gatunek ten opisany został po raz pierwszy w 1785 roku przez Étienne Louisa Geoffroy’a w publikacji autorstwa Antoine’a-François Fourcroy’a pod nazwą Dermestes hortensis.

## Morfologia
Chrząszcz o ciele długości od 4 do 7 mm, lekko wysklepionym, w zarysie podługowato-owalnym. Oskórek jest nagi, błyszczący, ubarwiony czarno z dwiema parami pomarańczowych do rdzawoczerwonych plam na pokrywach. Plamy te mają kształt bardziej zaokrąglony niż u urazka kukurydzianego, a przednia ich para nie dochodzi do nasadowej krawędzi pokryw. Szerokości nasadowych krawędzi przedplecza i pokryw są równe. Długość pokryw jest od 1,25 do 1,28 raza większa niż ich szerokość. Przedpiersie ma stosunkowo wąski wyrostek o dość wąsko zaokrąglonym wierzchołku. Punktowanie zapiersia jest grube.

## Ekologia i występowanie
Owad ten zasiedla lasy, zadrzewienia, parki, ogrody i nasadzenia przydrożne. Zarówno larwy, jak i owady dorosłe są saprofitofagiczne. W warunkach naturalnych żerują na fermentującym soku drzew liściastych i rozkładających się grzybach, w tym hubach. Spotykane są też w korytarzach kornikowatych. Ze względu na niedobór uszkodzonych drzew, gatunek ten przystosował się do środkowisk synantropijnych, gdzie zasiedla składowane gnijące szczątki roślinne, zwłaszcza wyrzucane na pryzmy kompostowe buraki cukrowe, ziemniaki i jabłka.
Gatunek palearktyczny o rozsiedleniu europejsko-syberyjskim. W Europie znany jest z Portugalii, Hiszpanii, Irlandii, Wielkiej Brytanii, Francji, Belgii, Luksemburga, Holandii, Niemiec, Szwajcarii, Austrii, Włoch, Danii, Szwecji, Norwegii, Finlandii, Estonii, Litwy, Polski, Czech, Słowacji, Węgier, Białorusi, Ukrainy, Mołdawii, Rumunii, Bułgarii, Słowenii, Chorwacji, Bośni i Hercegowiny, Czarnogóry, Serbii, Albanii, Macedonii Północnej, Grecji oraz europejskich części Rosji i Turcji. Na północy Europy sięga daleko poza koło podbiegunowe. 
W Azji zamieszkuje region Kaukazu, Syberię i Rosyjski Daleki Wschód. W Polsce jest owadem nierzadkim.